# Myeongjong de Joseon
Myeongjong (corerano: 명종,  hanja: 明宗; Gyeongbokgung, 3 de julio de 1534-ibidem,3 de agosto de 1567) fue el décimo tercer rey coreano de la Dinastía  Joseon. 

## Biografía
Yi Hwan  (이환), era su nombre su nacimiento, fue el segundo hijo del rey Jungjong (중종) y el primer hijo de la reina Munjeong (문정), la tercera esposa de Jungjong. 
Ascendió al trono a los 11 años (12 según los cálculos coreanos) tras morir su medio hermano Injong de Joseon. Mientras era joven, su madre fue regente. En 1553, tomó completamente las riendas del gobierno. Duró solos dos años. 